# 山口優衣
山口 優衣（やまぐち ゆい、1995年4月13日 - ）は、佐賀県出身の元女子競輪選手。日本競輪選手会佐賀支部所属、ホームバンクは武雄競輪場。日本競輪学校（当時。以下、競輪学校）第108期生。師匠は原司（70期）。

## 経歴
佐賀龍谷高校出身。中学生のとき家族とともに武雄競輪場で競輪観戦し、自転車に興味を持ち、またガールズケイリンの存在も知って競輪選手になることを志し、高校で自転車部に入部したという。
2013年12月20日、競輪学校第108回技能試験に合格。在校競走成績は14位（0勝）。
2015年7月6日、大垣競輪場でデビューし7着。初勝利は2016年3月14日の京王閣競輪場で挙げた。
2019年7月11日引退。